# Joaquín Mir
Joaquín Mir y Trinxet (en catalán, Joaquim Mir i Trinxet) (Barcelona, 6 de enero de 1873-Barcelona, 27 de abril de 1940) fue un pintor español. En Olot, ciudad natal de su padre, fue introducido al paisaje de la escuela Vayreda. Consiguió varias medallas en exposiciones en Madrid y Barcelona. También expuso, entre otras ciudades, en Washington, París, Nueva York, Ámsterdam, Buenos Aires o Venecia. 
Su estilo más personal se basa en una superación propia y seguramente inconsciente de la pintura impresionista, basado en una visión intuitiva libre del paisaje a base de manchas y masas de color que sintetizan la apariencia real, rozando a menudo la abstracción. Mir no seguía ninguna teoría artística (al contrario de las tendencias vanguardistas de su época), ni elegía el tema pensando en la estética. Al final de su vida, sigue un estilo casi impresionista. Lo que más apreciaba y valoraba era la pincelada, mucho más que el contenido estético.

## Biografía
Es hijo de Ignacio Mir y Dussol Estudió -natural de Sant Cristòfol les Fonts- y de Isabel Trinxet Casas -natural de Villanueva y la Geltrú-. Su padre era representante de comercio de mercería y bisutería, y su madre era hermana del empresario textil Avelino Trinxet, quien más tarde sería el mecenas de Mir, y quien le encargó la decoración de la casa Trinxet.  

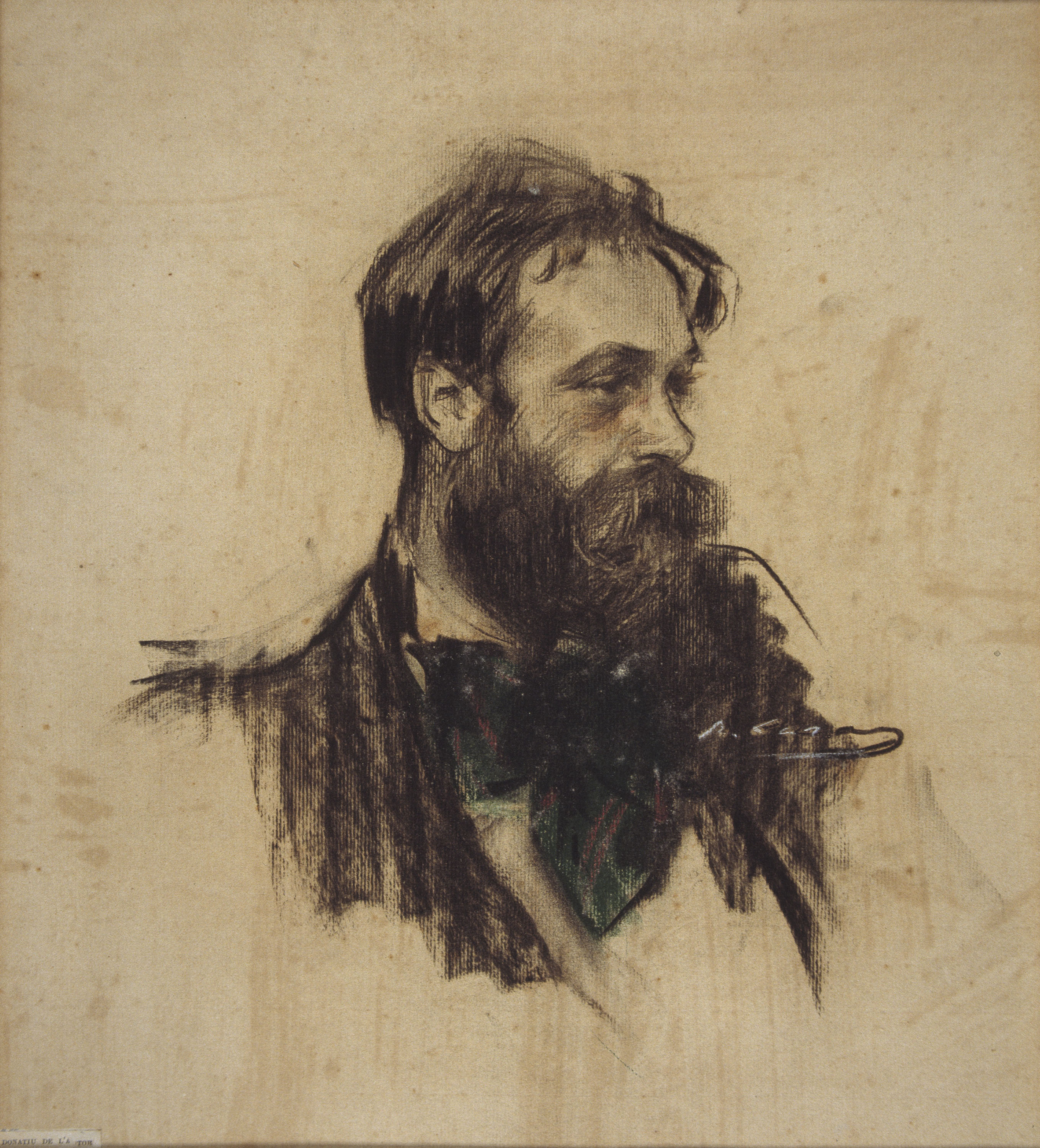
Mir retratado por Ramón Casas

Los primeros estudios los inició en la escuela Sant Miquel, donde conoció a Isidre Nonell. De joven, colaboró con el negocio de su padre. A los dieciséis años, estudió bajo las órdenes de Lluís Graner, quien lo inicia en el género del paisaje. En el año 1893, empieza los estudios en la Escuela de La Lonja, donde recibió clases de Antoni Caba, peo terminó dejando los estudios. Formó en 1893 la Colla del Safrà (colla del Azafrán) con otros artistas, como Isidro Nonell, Ricard Canals, Ramón Pichot, Julio Vallmitjana y Adrià Gual. En los últimos años del siglo se relaciona con el ambiente artístico de Els Quatre Gats.  
En 1899, se fue a Madrid, a descubrir y copiar los grandes maestros del Museo del Prado. Ese mismo año ganó el segundo premio en la Exposición Nacional de Bellas Artes, y a finales de año fue a Mallorca con Santiago Rusiñol, instalándose en La Calobra, donde hizo varias de sus mejores pinturas. En Mallorca descubrió una nueva naturaleza, que le amplio la gama cromática, convirtiéndolo en un pintor paisajista. Destaca la influencia de esta etapa en las pinturas murales que hizo después para la casa de su tío y mecenas (Avelino Trinxet) en la casa Trinxet de Barcelona, obra de Josep Puig i Cadafalch. Nunca fue a Roma ni a París, hecho que si era costumbre hacer en aquella época. 
En 1904 sufrió una crisis, y, en consecuencia, entre 1905 y 1906 estuvo internado en el Instituto Psiquiátrico Pere Mata de Reus. Pintó los paisajes de L'Aleixar y Maspujols a partir de 1906. A partir de esta época se reconoció más su obra. En 1913, por razones familiares, se trasladó a Mollet del Vallès, y en 1918 a Caldas de Montbui. En 1921 se casó y se instaló en Villanueva y Geltrú, en una finca actualmente conocida como la casa Mir, que todavía se conserva. Desde entonces, desarrolló intensas campañas pictóricas en Montserrat (donde ya estuvo en 1911) y en Valencia (donde fue para inspirarse en las pinturas murales sobre las conquistas de Jaime I que le encargaron desde el palacio de la Diputación de Barcelona. En 1932 se fue a Vallirana, donde pintó durante un periodo muy corto. Hizo también estadas en Andorra, en el 1932, 1933, 1934, durante este último año expuso la obra de la etapa andorrana a la Sala Parés.  
El fondo personal de Joaquín Mir se conserva en la Biblioteca de Cataluña. También se dedicó al proteccionismo, sobre todo a la cerámica, colección actualmente guardada en el Museo Municipal Vicenç Ros, adquirida en 1972 por el Ayuntamiento de Martorell. 
Murió en Barcelona el 28 de abril de 1940, después de una estadía en la cárcel, acusado por el franquismo de connivencia con la República. Fue enterrado en el cementerio de Villanueva y Geltrú, donde vivió casi un tercio de su vida, y donde todavía se conserva la casa donde vivía.

## Obra

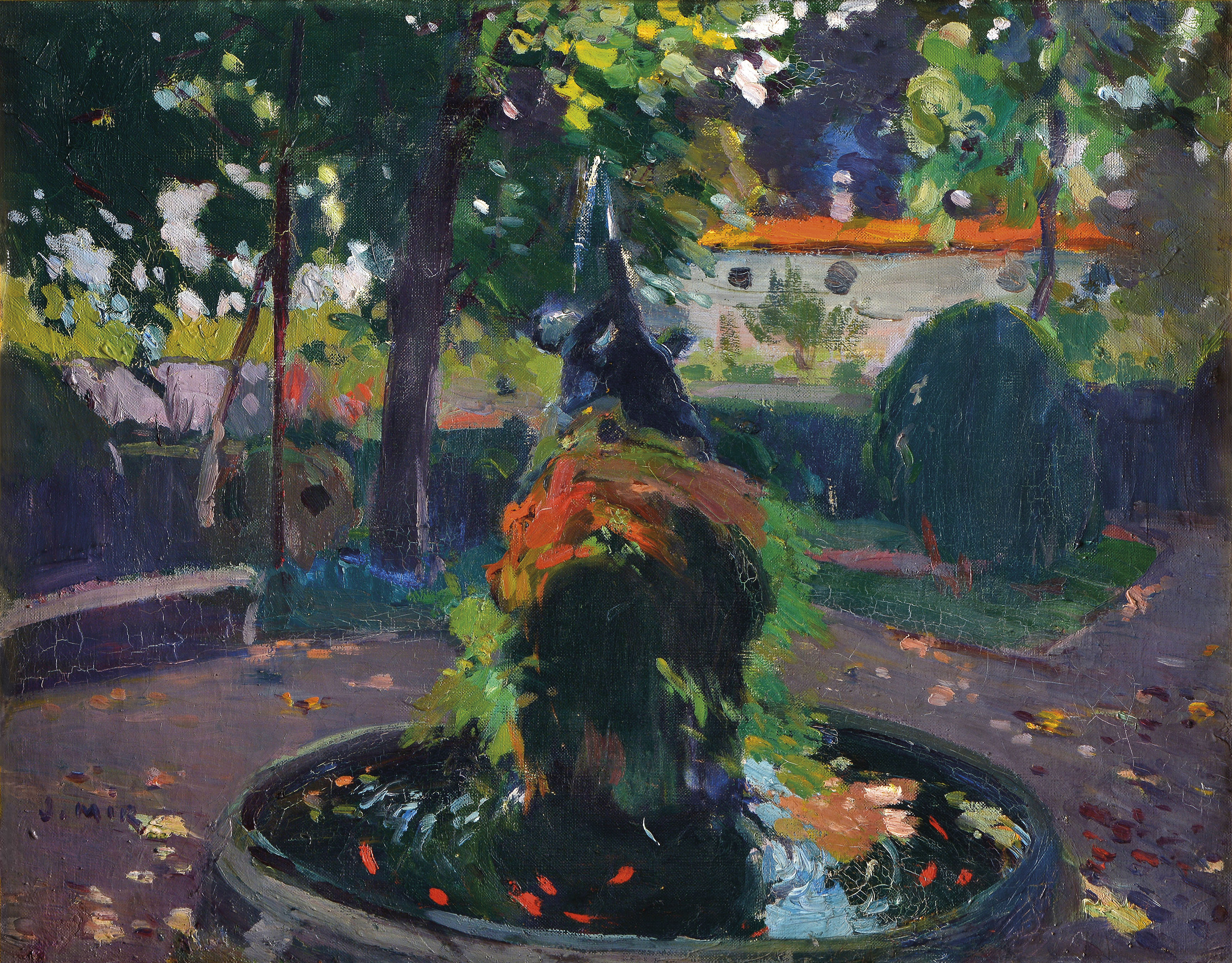
La fuente

Se le considera uno de los máximos exponentes de la pintura inmediatamente posterior al modernismo, creador de un postimpresionismo muy personal. Renovó el género paisajista a finales del siglo XIX. Su estilo, distintivo, muy propio, de un colorismo intenso. Expuso su producción de forma regular, tanto en salas de Barcelona como en certámenes oficiales. Su actividad le hizo merecedor de méritos y reconocimientos: en 1930, por ejemplo, el artista recibió una medalla de honor por el conjunto de su producción. Nunca dejó de pintar, siempre con gran fidelidad al fragmento de naturaleza que analizaba, y siempre en tierras catalanas, de manera que su obra es muy abundante y diversa. La diversidad, se la da el hecho de tratar los fragmentos y lugares diferentes de la rica geografía catalana, como la luz, la vegetación, el tono de cada lugar, y que supo adquirir con gran sensibilidad, la obtención y mezcla de los colores. La crítica es unánime en calificarlo de gran colorista, especialmente notable en la obtención y aplicación de una extensa gama de color gris. Su influencia fue muy fuerte en las siguientes generaciones de pintores paisajistas, hasta el punto en que es necesario explicar a Mir para explicar el paganismo catalán. 
En su extensa producción se encuentran momentos de extraordinaria originalidad, especialmente en la obra hecha en Mallorca y continuada en Tarragona, donde Mir confía el lenguaje expresivo a las manchas de color puro, al ritmo vertical de pincelada, a la reducción notable de la pasta pictórica y a la ocupación cuasi total de la tela por al visión de la tierra, de manera que, formas, figuras y espacio se integran en un todo insólito de manchas y color. Las etapas siguientes de la producción de Mir muestran cambios generados por las reubicaciones, pero mantienen la firmeza de la opción del paisaje, la calidad, la riqueza del color, la seguridad de la pincelada y la energía del ritmo, aunque se ajustan más a la realidad de la naturaleza.  

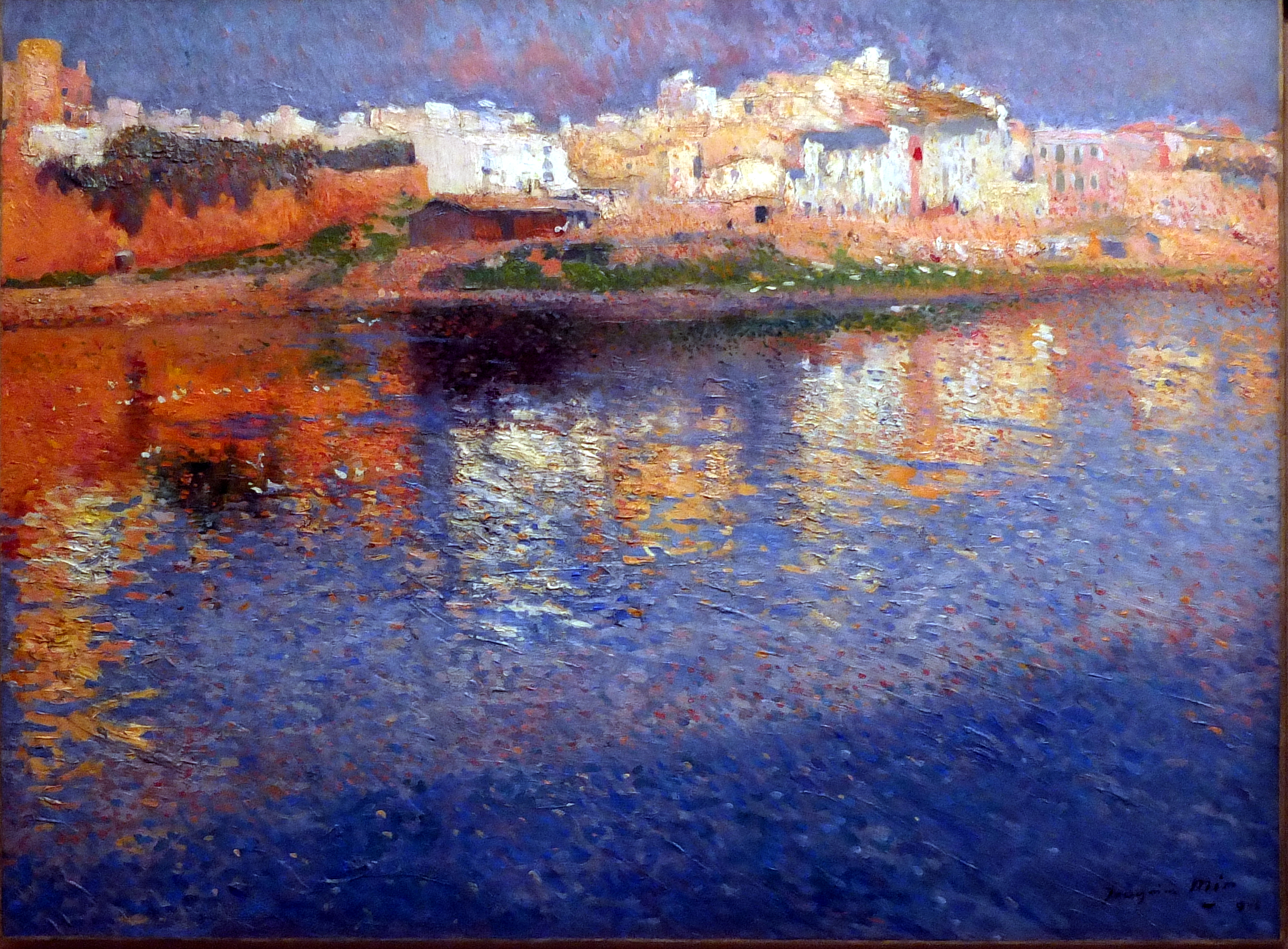
Reflejos

Mir fue un pintor muy querido y reconocido por el tiempo de plenitud antes de la Guerra Civil, no solamente por la calidad de la obra pictórica, sino también porque supo entender la tierra catalana en su realidad y diversidad, hasta en el simbolismo, y supo contarla y hacerla llegar a todo el mundo que veía sus cuadros. El inicio de la llegada de la posguerra dejó a este artista en silencio, finalmente rompiendo el silencio de los años treinta. Desde entonces, su nombre se ha inscrito con fuerza en la historia del arte catalán y su obra registra una constante valoración. 
Durante los primeros meses del 2009, se vio en el Caixaforum de Barcelona una retrospectiva del artista. Actualmente, se pueden ver varias obras suyas en el Museo Nacional de Arte de Cataluña, en el Museo Modernista Catalán, en la Fundación Gòdia de Barcelona, en el Museo de Badalona, el Museo Deu del Vendrell, la Biblioteca Museo Víctor Balaguer de Villanueva y Geltrú y el museo Es Baluard de Palma. En Villanueva y Geltrú, Mir vive su etapa de madurez y es el momento en que recibe más premios y reconocimientos( como la Medalla de Honor de la Exposición de Bellas Artes de Madrid), hizo su única pintura mural, y desde allí hizo sus tres exposiciones más importantes (1928, 1930, 1934) en la Sala Parés, además, pintó las paredes del café Foment de la ciudad, así como carias obras importantes. 
A nivel académico, destacan los estudios dedicados al artista, por parte de Nadia Hernández y Francesc Miralles, especializados en el pintor, y la tesis doctoral de Enric Blanco Piñol, dedicado a los Cuadernos Kodak de Enric Cristòfol Ricart (pintor y grabador de Villanueva y Geltrú, amigo de Mir), donde se narran anécdotas sobre los dos personajes. 

#### Obras destacadas
- Plaça del Raval (Coll de Nargó, 1934), colección privada.
- La cala encantada, en el Museo de Montserrat.
- Paisaje, en el MNAC
- Pueblo escalonado,  en el MNAC.
- La roca del estanco, en el MNAC
- Las Comparsas (1925),  en la Biblioteca Museo Víctor Balaguer.
- Vista de Vilanova i la Geltrú desde la Collada (1925), en la Biblioteca Museo Víctor Balaguer.
- Tierras rojas (1930), San Pedro de Ribas.
- Plaza de la Torrella de Montgrí (1930)
- El valle rojo (1930)
- El Hospital de Villanueva (1935).